# Чемпионат мира по бобслею и скелетону 2017
65-й чемпионат мира по бобслею и скелетону прошёл с 13 по 26 февраля 2017 года на санно-бобслейной трассе Кёнигсзе в земле Бавария (Германия).

## Выбор города
Свои заявки на проведение чемпионата мира подали Сочи (Россия), Уистлер (Канада), Лейк-Плэсид (США), а также Альтенберг (Германия).
Окончательное голосование по выбору города прошло 21 июня 2013 года на конгрессе Международной федерации бобслея и тобоггана в Гдыне, Польша. В голосовании были использованы два тура, и в итоге был выбран Сочи.
13 декабря 2016 года Международная федерация бобслея и скелетона (IBSF) на фоне допингового скандала, связанного с расследованием Всемирного антидопингового агентства и отказом ряда спортсменов участвовать в чемпионате, сообщила о решении перенести чемпионат мира 2017 года из Сочи. Российской стороной данное решение было расценено, как «чрезвычайно политизированное». Международный олимпийский комитет (МОК) приветствовал решение IBSF о переносе чемпионата мира по бобслею и скелетону 2017 года из Сочи. В итоге было решено перенести чемпионат на трассу Кёнигзее в Германии.

## Медальная таблица
| Место | Страна         | Золото | Серебро | Бронза | Всего |
| ----- | -------------- | ------ | ------- | ------ | ----- |
| 1     | Германия       | 5      | 3       | 2      | 10    |
| 2     | США            | 1      | 0       | 1      | 2     |
| 3     | Латвия         | 1      | 0       | 0      | 1     |
| 4     | Канада         | 0      | 2       | 0      | 2     |
| 5     | Россия         | 0      | 0       | 1      | 1     |
| 5     | Великобритания | 0      | 0       | 1      | 1     |
| 5     | Международная  | 0      | 0       | 1      | 1     |
| Всего | Всего          | 7      | 5       | 6      | 18    |

## Медалисты

### Бобслей
| Дисциплины         | Золото | Золото  | Серебро                                   | Серебро      | Бронза                                                             | Бронза  |
| ------------------ | --- | ------- | ----------------------------------------- | ------------ | ------------------------------------------------------------------ | ------- |
| Двойки (мужчины)   | Германия · Франческо Фридрих · Торстен Маргис | 3:16.71 | Канада · Джастин Криппс · Джесси Ламсден  | 3:17.91      | Германия · Йоханнес Лохнер · Джошуа Блум                           | 3:17.96 |
| Четвёрки (мужчины) | Германия · Франческо Фридрих · Канди Бауэр · Мартин Гроткопп · Торстен Маргис · Германия · Йоханнес Лохнер · Маттиас Кагерхубер · Джошуа Блум · Кристиан Расп | 3:14.10 | не вручалась                              | не вручалась | Германия · Нико Вальтер · Кевин Куске · Кевин Корона · Эрик Франке | 3:14.26 |
| Двойки (женщины)   | США · Элана Майерс · Кэри Джонс | 3:24.75 | Канада · Кейли Хамфрис · Мелисса Лотхольц | 3:24.78      | США · Джейми Грубель · Аджа Эванс                                  | 3:24.98 |

### Скелетон
| Дисциплины | Золото                    | Золото  | Серебро                 | Серебро | Бронза                            | Бронза  |
| ---------- | ------------------------- | ------- | ----------------------- | ------- | --------------------------------- | ------- |
| Мужчины    | Мартинс Дукурс · Латвия   | 3:23.48 | Аксель Юнг · Германия   | 3:23.85 | Никита Трегубов · Россия          | 3:24.02 |
| Женщины    | Жаклин Лёллинг · Германия | 2:35.35 | Тина Херманн · Германия | 2:35.60 | Элизабет Ярнольд · Великобритания | 2:36.08 |

### Смешанные команды
| Дисциплина        | Золото | Золото  | Серебро | Серебро | Бронза | Бронза  |
| ----------------- | --- | ------- | --- | ------- | --- | ------- |
| Смешанные команды | Германия 1 · Аксель Юнг · Мариама Яманка · Франциска Бертельс · Жаклин Лёллинг · Йоханнес Лохнер · Кристиан Расп | 3:21.84 | Германия 2 · Кристофер Гротхер · Штефани Шнайдер · Лиза Буквиц · Тина Херман · Нико Вальтер · Филипп Вобето | 3:22.44 | Международная 3 Александр Гасснер Мария Константин Андреа Греку Анна Фернстадт Рихард Олснер Марк Радемахер | 3:22.69 |